# 應元徵
應元徵（15世紀—16世紀），字敬之，號澹菴，浙江寧波府象山縣人，明朝政治人物。

## 生平
應元徵是成化十三年（1477年）丁酉科浙江鄉試舉人，授武寧教諭，到任後對諸生說：「教諭雖然是冷官，但是國家人材由此而來，不可以苟且。」取用朱熹白鹿洞學規訓育學生，一時成就不少士子，陞國子監學錄有文學聲譽，得禮部右侍郎掌祭酒事丘濬敬重，明孝宗臨幸國子監，他上呈《大學平天下章》講授，孝宗賞賜錦衣白金給他。之後應元徵外轉延平通判，興建沙縣、尤溪縣二城，再陞興化同知，回鄉後象山知縣凌傅打算擴建學宮，出金購買他的居室，他讓地後卻推卻金錢，死後人們私諡啟文先生。

## 引用
1. 1 2  民國《象山縣志·卷二十三·先賢傳二》：應元徵，字敬之，又字澹菴，成化丁酉舉人，授武寧縣學教諭，轉國子學錄，以文學著聲，禮部右侍郎掌祭酒事邱濬敬之，上幸太學，進講《大學平天下章》，元徵儀容端雅、論列詳明，上悅以錦衣白金賜之，遷延平府通判，築沙縣、尤溪二城功最鉅，陞興化府同知，初知縣凌傅廓大學宮，出金購元徵居室，元徵讓地卻購金，故卒門人私諡曰啟文先生 《象川文鈔》，子九人，振肅、振綸、振黼最有名 嘉靖乾隆縣志修改。
2. ↑  道光《武寧縣志·卷二十一·名宦》：應元徵，象山舉人，任教諭事，始至謂諸生曰：「廣文雖冷官，然國家人材所從出，不可以苟居。」取朱子白鹿洞學規揭之，齋舍課士以此為程，嚴而有序，詳而不瑣，一時之士多所成就，祀名宦。